# Stan Lundine

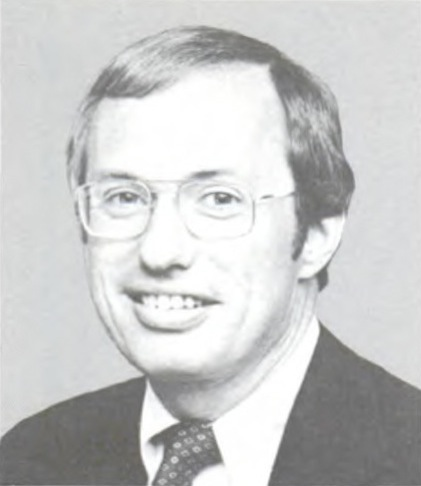
Stan Lundine (1981)

Stanley Nelson „Stan“ Lundine (* 4. Februar 1939 in Jamestown, New York) ist ein US-amerikanischer Politiker. Zwischen 1976 und 1987 vertrat er den Bundesstaat New York im US-Repräsentantenhaus; anschließend fungierte er bis 1994 als Vizegouverneur des Staates.

## Werdegang
Stan Lundine besuchte bis 1957 die Jamestown High School. Im Jahr 1961 absolvierte er die Duke University in Durham (North Carolina). Nach einem anschließenden Jurastudium an der Law School der New York University und seiner 1965 erfolgten Zulassung als Rechtsanwalt begann er in Jamestown in diesem Beruf zu arbeiten. Gleichzeitig schlug er als Mitglied der Demokratischen Partei eine politische Laufbahn ein. Zwischen 1969 und 1976 war er Bürgermeister von Jamestown.
Nach dem Rücktritt des republikanischen Abgeordneten James F. Hastings wurde Lundine bei der fälligen Nachwahl für den 39. Sitz von New York als dessen Nachfolger in das US-Repräsentantenhaus in Washington, D.C. gewählt, wo er am 2. März 1976 sein neues Mandat antrat. Nach fünf Wiederwahlen konnte er bis zum 3. Januar 1987 im Kongress verbleiben. Seit 1983 vertrat er dort als Nachfolger von Frank Horton den 34. Wahlbezirk seines Staates.
Im Jahr 1986 verzichtete Stanley Lundine auf eine weitere Kongresskandidatur. Stattdessen wurde er zum Vizegouverneur des Staates New York gewählt. Nach einer Wiederwahl konnte er dieses Amt zwischen 1987 und 1994 ausüben. Damit war er Stellvertreter von Gouverneur Mario Cuomo. Im Jahr 1994 wurde er nicht bestätigt.
Heute ist Stan Lundine Vorstandsvorsitzender des Robert H. Jackson Center in Jamestown und Vorstandsmitglied der Chautauqua Institution. Bis zum 13. Juli 2007 war er auch geschäftsführender Direktor des Chautauqua County Health Network. Bis heute leitet er eine Kommission zur Reform der örtlichen Verwaltungen in seinem Bundesstaat.